# Magyar nagyfejedelem
A mindenkori magyar nagyfejedelem a X. századi magyar törzsszövetség vezetőjének hivatalos neve volt. Először Álmos vezér viselte ezt a címet. 
A nagyfejedelem valószínűleg a hét magyar törzsből álló szövetség és a magyarsághoz 830 előtt csatlakozott három kavar törzs (disszidens kazár törzs) vezetői választották meg. Az első nagyfejedelmet, Álmost, Árpád apját valószínűleg a kazárok kagánja nevezte ki. A történészek nem bizonyították, hogy a nagyfejedelem volt-e a szövetség szellemi vezetője (kende) vagy a magyar törzsek katonai parancsnoka (gyula).
Amikor a magyarokat kiszorították Etelközből és a Kárpát-medencébe vándoroltak át(Honfoglalás), a nagyfejedelem hatalma csökkenni kezdett. Géza idejében Erdélyt egy (fél)független vezető uralta. Istvánnak nemcsak Erdélyt kellett meghódítania, hanem Ajtony területeit is.
A cím Vajk (uralkodói nevén I. István) királlyá koronázásakor megszűnt 1000. december 25-én vagy 1001. január 1-jén. 

## Nagyfejedelmek listája
| Uralkodó                          | Portré | Életterminusa                                             | Uralkodása kezdete | Uralkodása vége    |
| --------------------------------- | ------ | --------------------------------------------------------- | ------------------ | ------------------ |
| Árpád A magyarok nagyfejedelme    |        | 845 körül – 907 körül (62 éves kora körül)                | 895 körül          | 907 körül          |
| Zolta Magyarország fejedelme      |        | 896 körül – 949 körül (53 éves kora körül)                | 907 körül          | 947 körül          |
| Falicsi Magyarország fejedelme    |        | 10. század eleje – 955 körül                              | 947 körül          | 955 körül          |
| Taksony Magyarország fejedelme    |        | 931 körül – 972 körül (41 éves kora körül)                | 955 körül          | 972 körül          |
| Géza Magyarország nagyfejedelme   |        | 945 körül – 997 körül (52 éves kora körül)                | 972 körül          | 997 körül          |
| István Magyarország nagyfejedelme |        | 969–980 között – 1038. augusztus 15. (69 éves kora körül) | 997 körül          | 1000. december 25. |

## Fordítás
Ez a szócikk részben vagy egészben  a   Grand Prince of the Hungarians című angol Wikipédia-szócikk ezen változatának fordításán alapul.  Az eredeti cikk szerkesztőit annak laptörténete sorolja fel. Ez a jelzés csupán a megfogalmazás eredetét és a szerzői jogokat jelzi, nem szolgál a cikkben szereplő információk forrásmegjelöléseként.